# Maißen
Maißen (auch Maissen) ist eine Ortschaft in der Gemeinde Moorbad Harbach im Bezirk Gmünd in Niederösterreich mit 115 Einwohnern (Stand 1. Jänner 2024).

## Geografie
Der Ort, der im Osten bis in die Gemeinde St. Martin reicht und dort mit nur wenigen Einwohnern früher ebenfalls als Ortschaft ausgewiesen war, liegt großteils längs des aus Hirschenwies kommenden Hirschenwiesbaches, erstreckt sich aber nach Süden auch in Richtung Nebelstein bis zum Sagberg (850 m ü. A.) hin, der nordöstlichen Flanke des Nebelsteins.
Von Maißen führen mehrere Wanderwege auf den Nebelstein. Beim Ausgangspunkt für den Nebelsteinweg I und den Moaßlaweg befindet sich das Märchenhotel Waldpension Nebelstein mit einem umfangreichen Gesundheitsprogramm.
Am 1. April 2020 umfasste die Ortschaft 62 Adressen. Der in St. Martin liegende Ortsteil zählt nur wenige Adressen, die nun auch den Namen Auhäuser tragen.

## Geschichte
Die Holzgewinnung stellte früher hier, am Fuße des Nebelsteins, einen wichtigen Beschäftigungszweig dar. Die Flurbezeichnung Maißen bedeutet "Holzschlag". Der althochdeutsche Begriff meizan, bairisch maißen bedeutet „abschneiden“. Die Bewohner arbeiteten ursprünglich als Holzfäller und Köhler.
Bis 1771 gehörte Maißen zur Pfarre St. Martin, von da an, bis auf wenige Häuser, zur Pfarre Harbach, die im selben Jahr gegründet worden war. Im Jahr 1822 wurde der Ort mit 40 einzelnen Häusern genannt, die teilweise nach Harbach und teilweise nach St. Martin eingepfarrt waren; auch die Kinder waren in beide Orte eingeschult. Die Herrschaft Weitra besaß die Ortsobrigkeit, übte die Landgerichtsbarkeit aus, besorgte die Konskription und hatte die Grundherrschaft inne. Im Jahre 1891 ergab die Volkszählung für Maißen 247 Einwohner.
Maißen war früher ein Teil der Ortsgemeinde Lauterbach. Ab 1920 gehörte das Dorf zur neuerrichteten Gemeinde Hirschenwies. 1972 wurde Hirschenwies und damit Maißen ein Teil der Großgemeinde Harbach, die seit 1985 Moorbad Harbach heißt.